# Гуань
Гуань (кит. упр. 管, пиньинь guǎn) — китайский духовой язычковый инструмент, род гобоя. Инструмент состоит из цилиндрического ствола с 8 или 9 игровыми отверстиями. На севере Китая изготавливается из дерева, на юге — иногда также из тростника или бамбука. В канал гуань вставляется двойная камышовая трость, в узкой части перевязанная проволокой. На оба конца инструмента, а иногда и между игровыми отверстиями надеваются оловянные или медные кольца. Общая длина гуань колеблется от 200 до 450 мм; самые крупные имеют латунный раструб.
Длина инструмента — 18-33 сантиметра. Звукоряд современной гуани хроматический, диапазон es1—а3 (большой гуань) или as1—с4 (малый гуань). Используется в ансамблях, оркестрах и соло.
Инструмент имеет древнее происхождение. На отметках на гадальных костях XIV века до н. э. уже встречаются упоминания таких флейт, как янь и гуань; в памятниках классической китайской литературы III—II веков до н. э. (таких как «Чжоуские ритуалы») встречаются упоминания ди и гуань.
В Китае гуань широко распространён в Синьцзян-Уйгурском автономном районе КНР. На юге, в Гуандуне гуань также известен как хоугуань (кит. 喉管).

### Били
Традиционное китайское название этого инструмента — били (кит. трад. 筚篥, упр. 篳篥); в традиционном написании он перешёл в корейский и японский языки.
Били считается предшественником гуаня. Били попал в Китай из центральноазиатской страны Куча до начала периода правления династии Тан, около V века н. э.
От гуаня (били) произошел японский инструмент хитирики, который проник в японскую культуру в VIII веке. Били делался из бамбука. Его длина составляла 15 см; он имел семь отверстий для пальцев и два для больших пальцев. Он стал основным инструментов в придворных ансамблях при династии Тан (618—907). Позже били попал Японию (где его название китайских иероглифов произносилось «хитирики») и использовался в Гагаку.
В XIV веке стал популярен в храмовой музыке (вместе с шэн, ди и юнлуо в сопровождении ударных. Также приобрёл популярность и в народных ритуалах.

## Родственные инструменты
- Хитирики — старинный духовой японский инструмент из группы гобоев, потомок гуань.
- Сяо — традиционный китайский деревянный духовой инструмент.
- Пхири[англ.] — родственный корейский инструмент.
- Пиле — вьетнамский инструмент.
- Пи а — кхмерский инструмент.